# Wolseley Twelve
La Twelve è un'autovettura di classe media prodotta dalla Wolseley dal 1938 al 1948.
Il modello aveva installato un motore in linea a quattro cilindri e valvole in testa, da 1.548 cm³ di cilindrata, che erogava 44 CV di potenza a 4.000 giri al minuto.
La Twelve raggiungeva una velocità massima di 101 km/h ed era offerta con un solo tipo di carrozzeria, berlina quattro porte.